# Danilo Barthel
Danilo Timon Barthel (Heidelberg, 24 de octubre de 1991) es un jugador alemán de baloncesto. Mide 2,07 metros de altura y ocupa la posición de Ala-Pívot. Pertenece a la plantilla del Fenerbahçe Ülkerspor de la Basketbol Süper Ligi. Es internacional absoluto con Alemania.

## Carrera
Barthel empezó en la temporada 2008/09 con Heidelberg en la 2.Basketball Bundesliga, jugó 16 partidos con un promedio de algo más de 12 min. Quedaron duodécimos, cosa que mejoraron en 2010 quedando undécimos y en 2011 donde quedaron octavos y jugaron Play-Offs. Barthel también jugó en la 2009/10 en la NBBL en el Rhein-Neckar Basket College, con el que alcanzó la Final-Four. Como era el único jugador de su equipo que junior, su compañero de equipo Paul Zipser que era tres años menor jugó solo un partido, pero jugó en enero de 2010 el All-Star Game de la liga-U19 secundaria en la que Barthel ganó con el Equipo Sur. En la final del Campeonato de Europa Sub-20 de 2011 la selección juvenil alemana ganó con Barthel después de perder en los cuartos de final ante el medallista de bronce Francia Sin embargo, los partidos de la roda de clasificación los auparon hasta el quinto lugar después de la selección U18 no pudo estar los ocho primeros puestps dos años antes.
En 2011 Barthel fichó por Skyliners Frankfurt. El primero año lo pasó en el equipo junior, en el que acabaron descendiendo en el play-out. Barthel recibió el premio de "Joven del Mes" en marzo de 2012, mientras que su compañero de equipo Richie Williams recibió después también el premio al "Jugador del Mes". Después de que en la Bundesliga 2011/12, Skyliners se quedaron fuera de los Play-offs quedando novenos, Barthel jugó 15 partidos. En la 2012-2013 ya era del primer equipo, con un promedio de algo más de 17 min. pero quedaron en decimocuarto lugar. En la 2013/14 Frankfurt mejoró bajo las órdenes del entrenador Gordon Herbert con el mismo número de victorias pero undécima posición. Barthel aumentó sus minutos a 28 minutos por partido, aportando más que la temporada anterior, dándole la distinción de ser "Jugador Más Mejorado" de la BBL. Estuvo en la NBA Summer League de 2014 invitado por Miami Heat.
Después de un difícil comienzo de temporada para él con muchas lesiones, los Skyliners consiguieron meterse en Play-offs y a mitad de temporada jugó el BBL All-Star Game en el Team National.
En julio de 2020, se compromete con el Fenerbahçe Ülkerspor de la Basketbol Süper Ligi.

## Selección nacional
El 27 de julio de 2014, Barthel debutó con la selección absoluta en el amistoso contra Finlandia en Leipzig, en el que ganaron 74-67 y anotó 2 puntos. El seleccionador alemán Emir Mutapčić, prefirió llevarse a Daniel Theis y a Tim Ohlbrecht  para los partidos de clasificación para el Eurobasket 2015.
En verano de 2021, fue parte de la selección absoluta alemana que participó en los Juegos Olímpicos de Tokio 2020, que quedó en octavo lugar.